# Paul-André Roux
Paul-André Roux (* 24. April 1960 in Grimisuat) ist ein Schweizer Politiker (CVP).

## Biografie
Von Beruf Steuerexperte, gehört er seit 2001 dem Grossen Rat des Kantons Wallis an, den er im Amtsjahr 2008/09 auch präsidierte. Am 1. März 2010 rückte er für den zurückgetretenen Maurice Chevrier in den Nationalrat nach. Dieses Mandat endete bereits im Dezember 2011 mit seiner Nichtwiederwahl.
Roux ist verheiratet, Vater von zwei Kindern und wohnt in Grimisuat.